# Solanum tuerckheimii
Solanum tuerckheimii là loài thực vật có hoa trong họ Cà. Loài này được Greenm. miêu tả khoa học đầu tiên năm 1904.